# Consejería de Infraestructuras, Transporte y Vivienda de la Junta de Extremadura
La Consejería de Infraestructuras, Transporte y Vivienda es una consejería que forma parte de la Junta de Extremadura. Su actual consejero y máximo responsable es Manuel Martín Castizo.

## Competencias
- Infraestructuras viarias
- Transporte
- Ordenación del territorio y urbanismo
- Vivienda

## Estructura Orgánica
- Consejero: Manuel Martín Castizo
  - Secretaría General: Laura Castell Vivas
  - Dirección General de Infraestructuras Viarias: David Herrero Rubio
  - Dirección General de Movilidad y Transportes: Cristóbal Maza Olivera
  - Secretaría General de Vivienda, Arquitectura y Regeneración Urbana: Lidia López Paniagua
    - Dirección General de Urbanismo, Ordenación del Territorio y Agenda Urbana: Saturnino Corchero Pérez

## Organismos adscritos
- Sociedad URVIPEXSA
- Jurado Autonómico de Valoraciones

## Consejeros
| Legislatura      | Inicio                                                               | Fin                                                                  | Titular                                                              | Partido                                                              |
| ---------------- | -------------------------------------------------------------------- | -------------------------------------------------------------------- | -------------------------------------------------------------------- | -------------------------------------------------------------------- |
| I (1983-1987)    | Consejería de Obras Públicas, Urbanismo y Medio Ambiente             | Consejería de Obras Públicas, Urbanismo y Medio Ambiente             | Consejería de Obras Públicas, Urbanismo y Medio Ambiente             | Consejería de Obras Públicas, Urbanismo y Medio Ambiente             |
| I (1983-1987)    | 7 de marzo de 1983                                                   | 6 de mayo de 1986                                                    | Juan Serna Martín                                                    | PSOE-E                                                               |
| I (1983-1987)    | 6 de mayo de 1986                                                    | 18 de julio de 1987                                                  | Eugenio Álvarez Gómez                                                | PSOE-E                                                               |
| I (1983-1987)    | Consejería de Turismo, Transportes y Telecomunicaciones              |                                                                      |                                                                      |                                                                      |
| I (1983-1987)    | 7 de marzo de 1983                                                   | 18 de julio de 1987                                                  | José Luis Torres Márquez                                             | PSOE-E                                                               |
| II (1987-1991)   | Consejería de Obras Públicas, Urbanismo y Medio Ambiente             | Consejería de Obras Públicas, Urbanismo y Medio Ambiente             | Consejería de Obras Públicas, Urbanismo y Medio Ambiente             | Consejería de Obras Públicas, Urbanismo y Medio Ambiente             |
| II (1987-1991)   | 4 de julio de 1989                                                   | 5 de julio de 1991                                                   | Eugenio Álvarez Gómez                                                | PSOE-E                                                               |
| II (1987-1991)   | Consejería de Turismo, Transportes y Telecomunicaciones              |                                                                      |                                                                      |                                                                      |
| II (1987-1991)   | 21 de julio de 1987                                                  | 4 de julio de 1989                                                   | Ángel Félix de Sande Borrega                                         | PSOE-E                                                               |
| II (1987-1991)   | 4 de julio de 1989                                                   | 5 de julio de 1991                                                   | María Emilia Manzano Pereira                                         | PSOE-E                                                               |
| III (1991-1995)  | Consejería de Obras Públicas, Urbanismo y Medio Ambiente             | Consejería de Obras Públicas, Urbanismo y Medio Ambiente             | Consejería de Obras Públicas, Urbanismo y Medio Ambiente             | Consejería de Obras Públicas, Urbanismo y Medio Ambiente             |
| III (1991-1995)  | 5 de julio de 1991                                                   | 20 de abril de 1993                                                  | Ramón Ropero                                                         | PSOE-E                                                               |
| III (1991-1995)  | 20 de abril de 1993                                                  | 18 de julio de 1995                                                  | Manuel Amigo                                                         | PSOE-E                                                               |
| IV (1995-1999)   | Consejería de Obras Públicas y Transportes                           | Consejería de Obras Públicas y Transportes                           | Consejería de Obras Públicas y Transportes                           | Consejería de Obras Públicas y Transportes                           |
| IV (1995-1999)   | 21 de julio de 1995                                                  | 19 de julio de 1999                                                  | Javier Corominas Rivera                                              | PSOE-E                                                               |
| IV (1995-1999)   | Consejería de Medio Ambiente, Urbanismo y Turismo                    |                                                                      |                                                                      |                                                                      |
| IV (1995-1999)   | 21 de julio de 1995                                                  | 19 de julio de 1999                                                  | Eduardo Alvarado Corrales                                            | PSOE-E                                                               |
| V (1999-2003)    | Consejería de Vivienda, Urbanismo y Transportes                      | Consejería de Vivienda, Urbanismo y Transportes                      | Consejería de Vivienda, Urbanismo y Transportes                      | Consejería de Vivienda, Urbanismo y Transportes                      |
| V (1999-2003)    | 21 de julio de 1999                                                  | 25 de junio de 2003                                                  | Javier Corominas Rivera                                              | PSOE-E                                                               |
| V (1999-2003)    | Consejería de Obras Públicas y Turismo                               |                                                                      |                                                                      |                                                                      |
| V (1999-2003)    | 21 de julio de 1999                                                  | 25 de junio de 2003                                                  | Eduardo Alvarado Corrales                                            | PSOE-E                                                               |
| VI (2003-2007)   | Consejería de Fomento                                                | Consejería de Fomento                                                | Consejería de Fomento                                                | Consejería de Fomento                                                |
| VI (2003-2007)   | 27 de junio de 2003                                                  | 16 de abril de 2004                                                  | María Antonia Trujillo                                               | PSOE-E                                                               |
| VI (2003-2007)   | 16 de abril de 2004                                                  | 16 de abril de 2004                                                  | Leonor Martínez-Pereda Soto                                          | PSOE-E                                                               |
| VI (2003-2007)   | 16 de abril de 2004                                                  | 29 de junio de 2007                                                  | Luis Millán Vázquez de Miguel                                        | PSOE-E                                                               |
| VII (2007-2011)  | Consejería de Fomento                                                | Consejería de Fomento                                                | Consejería de Fomento                                                | Consejería de Fomento                                                |
| VII (2007-2011)  | 2 de julio de 2007                                                   | 9 de julio de 2011                                                   | José Luis Quintana Álvarez                                           | PSOE-E                                                               |
| VIII (2011-2015) | Consejería de Fomento, Vivienda, Ordenación del Territorio y Turismo | Consejería de Fomento, Vivienda, Ordenación del Territorio y Turismo | Consejería de Fomento, Vivienda, Ordenación del Territorio y Turismo | Consejería de Fomento, Vivienda, Ordenación del Territorio y Turismo |
| VIII (2011-2015) | 7 de julio de 2011                                                   | 4 de julio de 2015                                                   | Víctor Gerardo del Moral Agúndez                                     | PP-E                                                                 |
| IX (2015-2019)   | Consejería de Economía e Infraestructuras                            | Consejería de Economía e Infraestructuras                            | Consejería de Economía e Infraestructuras                            | Consejería de Economía e Infraestructuras                            |
| IX (2015-2019)   | 6 de julio de 2015                                                   | 23 de agosto de 2018                                                 | José Luis Navarro Ribera                                             | PSOE-E                                                               |
| IX (2015-2019)   | 23 de agosto de 2018                                                 | 23 de agosto de 2018                                                 | Olga García García                                                   | PSOE-E                                                               |
| X (2019-2023)    | Consejería de Movilidad, Transporte y Vivienda                       | Consejería de Movilidad, Transporte y Vivienda                       | Consejería de Movilidad, Transporte y Vivienda                       | Consejería de Movilidad, Transporte y Vivienda                       |
| X (2019-2023)    | 1 de julio de 2019                                                   | 17 de julio de 2023                                                  | Leire Iglesias Santiago                                              | PSOE-E                                                               |
| XI (2023-)       | Consejería de Infraestructuras, Transporte y Vivienda                | Consejería de Infraestructuras, Transporte y Vivienda                | Consejería de Infraestructuras, Transporte y Vivienda                | Consejería de Infraestructuras, Transporte y Vivienda                |
| XI (2023-)       | 20 de julio de 2023                                                  | En el cargo                                                          | Manuel Martín Castizo                                                | PP-E                                                                 |